# (31770) Melivanhouten
1999 JK118 (asteroide 31770) é um asteroide da cintura principal. Possui uma excentricidade de 0.04325830 e uma inclinação de 3.20133º.
Este asteroide foi descoberto no dia 13 de maio de 1999 por LINEAR em Socorro.